# Osterrechner von Klinghammer
Der Osterrechner von Klinghammer ist ein Mechanismus, welcher die Elemente der Osterrechnung und besonders das Osterdatum für den Gregorianischen Kalender berechnet. Dieser Mechanismus wurde in den 1970er Jahren von Frédéric Klinghammer gebaut. Es handelt sich um eine sehr genaue Wiedergabe des Osterrechners, der Teil des berühmten Uhrwerks der astronomischen Uhr des Straßburger Münsters ist.

## Frédéric Klinghammer
Frédéric (oder Fritz) Klinghammer (1908–2006) war ein ehemaliger Angestellter der Firma Ungerer in Strasbourg (Elsass), welche als Nachfolger Schwilgués die Straßburger Wunderuhr instand hielt. Danach arbeitete er an der astronomischen Uhr in Messina, wo er viele der Mechanismen konzipierte. Später ging er nach Moulins (Frankreich) und verbrachte danach die 1970er Jahre in Marokko, wo er seinen Osterrechner baute.

## Funktionen des Osterrechners
Die Funktion des Osterrechners folgt dem Comput Ecclésiastique von Jean-Baptiste Schwilgué (1776–1856), welcher in den Referenzbüchern von 1922 und 1992 beschrieben ist. Ein Osterrechner ist ein kompliziertes mechanisches Kalenderwerk. Es dient der Berechnung des veränderlichen Osterdatums anhand mechanisch gespeicherter astronomischer Daten. Der Ostertermin ist im Kirchenkalender als erster Sonntag nach dem Frühjahrsvollmond festgelegt. Die alten astronomischen Domuhren verrieten das Osterdatum über große, im Voraus berechnete Kalenderscheiben, die immer wieder neu berechnet und beschriftet werden mussten. Das Osterdatum war verschlüsselt über Epakte, Sonnenzyklus, römische Zahl, Sonntagsbuchstabe und goldene Zahl. Ein Ablesen war daher nur dem Eingeweihten möglich. Schwilgué setzte die Berechnung in der dritten Straßburger Uhr mechanisch um. Dabei wird in der Silvesternacht das Räderwerk des Osterrechners in Gang gesetzt. Dieser nimmt die Berechnungen des Kirchenkalenders für das Folgejahr vor. Jens Olsen verfasste auch eine astronomische Uhr mit einem ähnlichen immerwährenden Osterrechner.
Der Klinghammersche Osterrechner wurde von Joseph Flores in den Jahren 2006–2007 restauriert. Über diese Arbeiten wurde ein Buch veröffentlicht (siehe Literaturverzeichnis). Das Buch von Flores wurde kritisiert, teilweise wegen seines unwissenschaftlichen Ansatzes und seiner vielen Mängel. Kritiken wurden in Zeitschriften und in den NAWCC veröffentlicht.

## Weitere noch erhaltene Osterrechner
- Jean-Baptiste Schwilgués astronomische Kunstuhr im Straßburger Münster (dritte Straßburger Münsteruhr), vollendet 1842
- Auguste-Lucien Vérités astronomische Wunderuhr in der Kathedrale St.-Jean in Besançon (Frankreich), fertiggestellt 1860
- Auguste-Lucien Vérités astronomische Monumentaluhr in der Kathedrale von Beauvais (Frankreich), in Gang gesetzt 1876
- Louis Zimmers Wunderuhr in Lier (Belgien), ausgestellt 1939 auf der Weltausstellung in New York.
- Jens Olsens Weltuhr im Rathaus in Kopenhagen, fertiggestellt 1955